# ローダシュー (大型駆逐艦)
ローダシュー（フランス語：L'Audacieux, -11/-12/-11/X102）は、フランス海軍の大型駆逐艦。ル・ファンタスク級。艦名は「勇敢な、大胆不敵」といった意。この名を受け継いだ艦としては4代目にあたる。

## 艦歴
ローダシューは、ロリアンのロリアン海軍工廠で1931年11月16日に起工、1934年3月15日進水し、1935年11月27日に就役した。
1936年5月1日、ローダシューは姉妹艦ル・テリブルとル・ファンタスクとともに第10軽部隊（10e division légère）を編成し、ブレストを拠点とする第2軽戦隊（2e escadre légère）に配属された。その後他の駆逐艦で構成された軽部隊と同様に、1937年4月12日にローダシューら第10軽部隊はブレストを母港とする第10駆逐隊（10e Divisions de Contre-Torpilleurs）に改編された。

### 第二次世界大戦
1939年9月に第二次世界大戦が勃発し、ローダシューら第10駆逐隊は戦艦ダンケルク、ストラスブールら海軍で特に近代的と考えられた艦艇とともに襲撃部隊を構成した。第10駆逐隊は1940年1月までダカールを拠点に哨戒活動を行ったが、これらは主にグラーフ・シュペーなどのドイツ海軍の通商破壊艦捜索を目的としていた。

### ダカール沖海戦
フランス降伏後の1940年9月初め、ヴィシー政府によってローダシューとル・ファンタスク、ル・マランの第10駆逐隊は第4巡洋艦戦隊とともにダカールへの移動を命じられた。
そして9月23日、自由フランス軍がイギリス海軍の支援の下でダカールに上陸しようとしたダカール沖海戦に遭遇した。ローダシューは午後4時30分頃にリュフィスク沖の輸送船団を偵察に向かったが、そこで3,600mの距離からオーストラリア海軍の重巡洋艦オーストラリアの砲撃を受けた。
オーストラリアの第2・第3斉射で放たれた砲弾が艦橋付近に命中し、ローダシューは大きく破壊された。魚雷が誘爆し左舷に大穴を開け、前部燃料タンクから出火してすぐに艦全体が炎に包まれた。81名が戦死もしくは行方不明となり、総員退艦が命じられた後、放棄されたローダシューはゆっくりと漂流しながらバルニーの海岸へ擱座した。擱座後、ローダシューは2日間燃え続けた。
大破したローダシューは修復不能と判断され、1940年12月17日に除籍された。ローダシューの艦体は同型艦の修理用の部品取りとして使われることになり、ダカールへ曳航する試みが1941年3月11日に実行された。

### 復旧の試み
専門的な調査の結果、ローダシューは修理可能と判定され一転して復帰させることが決まった。だが、工事はダカールの工廠の能力では困難なことだったため、後部ボイラーや機関の改装、艦体の穴の閉塞といった最低限の修理を行ったうえで回航することになった。
1942年半ば、修理後最初の公試を行い航行可能と判定されたローダシューはビゼルトへ移動が決まる。8月7日にダカールを出発したローダシューは、途中カサブランカに寄港した後18日にジブラルタル海峡を通過した。その際にジブラルタルから飛来したイギリス軍の水上機に誰何されたが、ローダシューは次のように返答した。
ローダシューは機関故障を起こしたものの、なんとか8月22日にビゼルトへ到着した。そこでローダシューは武装解除され、休戦協定に基づき留められた。

### その後
1942年11月27日にトゥーロンでフランス艦隊が大規模な自沈をして間もなく、ドイツ軍がビゼルトを占領した12月8日にローダシューも捕獲された。ドックで修理を待っていたローダシューは自沈しておらずドイツ軍の手で修理が試みられたが、それから間もなく12月14日に連合軍の空襲により大破してしまった。さらにドイツ軍が撤退する際にドックの水門を破壊したため損傷がより大きくなった。1943年にビゼルトが連合軍に確保された際にローダシューも奪還されたが、12月14日に浮揚後、5ヶ月間の修理の上でドックから引き出されたローダシューは最終的に全損と判定された。以降ローダシューはル・テリブルのタービン修理など姉妹艦が修理を必要とした際の部品取りとして活用されることになった。
残ったローダシューの艦体は1948年8月にスファックスでスクラップとして売却された。